# Anyphops septemspinatus
Anyphops septemspinatus là một loài nhện trong họ Selenopidae.
Loài này thuộc chi Anyphops. Anyphops septemspinatus được George Newbold Lawrence miêu tả năm 1937.